# Ocotea cardinalis
Ocotea cardinalis är en lagerväxtart som beskrevs av Carl Christian Mez. Ocotea cardinalis ingår i släktet Ocotea och familjen lagerväxter. Inga underarter finns listade i Catalogue of Life.